# Turid Rugaas

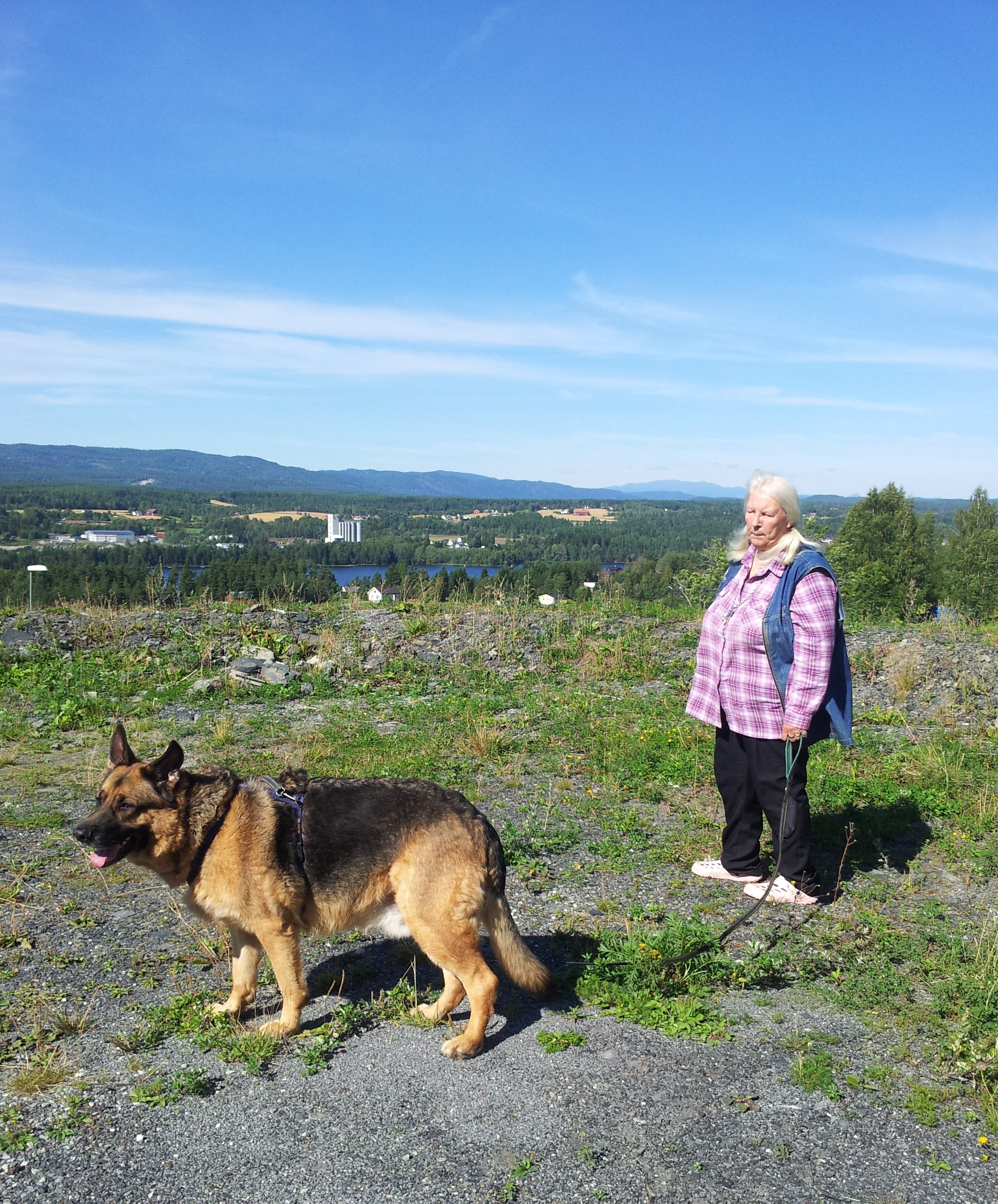

Turid Lillegull Rugaas (geboren 1938 in Oslo) ist eine norwegische international tätige Hundetrainerin und Autorin von Sachbüchern.
Seit mehr als 50 Jahren beschäftigt sie sich hauptberuflich mit Hunden, unter anderem auch als Trainerin. Ende der 1980er Jahre begann sie mit ihrem Kollegen Ståle Ødegaard die Kommunikation unter Hunden zu untersuchen. Die Ergebnisse fanden Niederschlag in Büchern und audiovisuellen Medien zu dem Thema Beschwichtigungssignale bei Hunden.
Auf ihre Initiative hin entstand die Organisation Pet Dog Trainers of Europe, deren Präsidentin sie ist. Die Organisation setzt sich für Standards in der Ausbildung von Hunden ein und hat in einem Code of Ethics ethische Grundsätze für die Tätigkeit von Hundetrainern festgelegt.

## Schriften
- Pet dog trainers of Europe Code of Ethics: a way to take dog training into the 21st century. In: Journal of Veterinary Behavior. Band 6, Ausgabe 1. Januar–Februar 2011.
- Calming Signals – Die Beschwichtigungssignale der Hunde. Animal Learn, Grassau 2001, ISBN 3-936188-01-7 (På talefot med hunden).
- On Talking Terms with Dogs: Calming Signals. Zweite Ausgabe, Dogwise publishing, 1997, 2006.
- Hilfe, mein Hund zieht! Animal Learn, Bernau 2004, ISBN 3-936188-11-4 (Hva gjør jeg når hunden drar i båndet?).
- Das Bellverhalten der Hunde. Animal Learn, Bernau 2007, ISBN 978-3-936188-34-9 (Hva gjør jeg når hunden min bjeffer?)